# Miriam McDonald
Pour les articles homonymes, voir McDonald.
Miriam Katherine McDonald, née le 26 juillet 1987 à Oakville, Canada, est une actrice canadienne.

## Biographie
À l'âge de dix ans, Miriam McDonald déménage avec sa famille à Toronto. Miriam est une danseuse accomplie qui pratique la danse classique, le jazz, les claquettes et le hip hop.
Cependant elle a choisi de se concentrer sur sa carrière d'actrice à la télévision en faisant des voix off et en jouant dans des téléfilms et des séries. Son rôle le plus connu jusqu'à présent est celui d'Emma Nelson dans Degrassi : La Nouvelle Génération.

## Filmographie

### Cinéma
- 2005 : Karma : Samantha
- 2007 : The Poet (Opération Varsovie : Le Poète) : Willa
- 2013 : Wolves de David Hayter : Haley

### Télévision
- 1999 : System Crash (série télévisée)
- 2001 : Pecola (série télévisée)
- 2001 : Les déchiqueteurs (The Ripping Friends) (série télévisée) : Voix additionnelles
- 2001 - 2010 : Degrassi : La Nouvelle Génération (série télévisée) : Emma Nelson (180 épisodes)
- 2004 : Blue Murder (En quête de preuves) (série télévisée) Saison 4 épisode 5 : Lucy Wentworth
- 2004 : À la dérive (She's Too Young) (Téléfilm) : Dawn Gensler
- 2006 : La Vie selon Annie (série télévisée) Saison 2 épisode 25 : Heidi
- 2007 : Devil's Diary (Téléfilm) : Heather Gray
- 2008 : Degrassi Spring Break Movie (Téléfilm) : Emma Nelson
- 2008 : Poison Ivy: The Secret Society (Téléfilm) : Daisy
- 2008 : Troglodyte (Sea Beast) de Paul Ziller : Carly McKenna
- 2009 : Degrassi Goes Hollywood (Téléfilm) : Emma Nelson
- 2010 : The Rest of My Life (Téléfilm) : Emma Nelson
- 2011 : Cherche partenaires désespérément (Friends with Benefits) (série télévisée)
- 2013 : Orphan Black (série télévisée) Saison 1 épisode 5 : Madison, la secrétaire de Paul
- 2013 : Lost Girl (série télévisée) Saison 3 épisode 5 - 11 : Anita, Hot Fae
- 2015 : It Goes There: Degrassi's Most Talked About Moments : Elle-même
- 2016 : Degrassi : Next Class (Série TV) Saison 2 épisode 5 : "#ThrowBackThursday"